# باوتيستا سيخاس
باوتيستا سيخاس (بالإسبانية: Juan Bautista Cejas)‏ هو لاعب كرة قدم أرجنتيني في مركز الوسط، ولد في 6 مارس 1998 في بوينس آيرس في الأرجنتين. لعب مع إستوديانتيس دي لا بلاتا وكيلمس ولوميل يونايتد.

## وصلات خارجية
- باوتيستا سيخاس على موقع قاعدة بيانات كرة القدم.إي يو (الإنجليزية)
- باوتيستا سيخاس على موقع Soccerway.com (الإنجليزية)